# Maud Rayer
Pour les articles homonymes, voir Rayer.
Maud Rayer est une comédienne française, active depuis les années 1960.

## Biographie
Maud Rayer est la fille du docteur Jean Chibout, médecin à Gien (Loiret).

## Filmographie sélective

### Télévision
- 1967 : Les Enquêtes du commissaire Maigret de Claude Barma, épisode : Cécile est morte
- 1968 : Don Juan revient de guerre de Marcel Cravenne
- 1973 : Le Double Assassinat de la rue Morgue de Jacques Nahum
- 1973 : Molière pour rire et pour pleurer de Marcel Camus
- 1974 : Le Tribunal de l'impossible (TV) - épisode Agathe ou L'avenir rêvé de Yves-André Hubert et Michel Subiela : (Cécile)
- 1977 : Minichronique, épisode Les Rêves d'enfants : l'institutrice
- 1977 : Les Anneaux de Bicêtre de Louis Grospierre : la mére de Maugras
- 1980 : Jean Jaurès: vie et mort d'un socialiste de Ange Casta : Rosa Luxemburg
- 1981 : Messieurs les jurés (Françoise Bark)
- 1982 : L'Ange foudroyé de Bernard Férié
- 1982 : Médecins de nuit de Jean-Pierre Prévost, épisode : Le Mensonge (série télévisée)
- 1982 : Mersonne ne m'aime de Liliane de Kermadec : Irène Flipo-Risq
- 1982 : Les Cinq Dernières Minutes, épisode : L'Impasse des brouillards de Claude Loursais : (Agnès Bogen)
- 1984 : Hello Einstein de Lazare Iglesis
- 1989 :  Confession (Mésaventures) de Luc-Antoine Diquéro réalisé par Emmanuel Fonlladosa
- 1991 : Cas de divorce (Maître Roy)
- 1993 : Le Château des Oliviers (le juge Martineau)
- 1996 : Le Veilleur de nuit de Philippe de Broca
- 1998 : La Poursuite du vent de Nina Companeez
- 1999 : Sade en procès
- 2001 : Un pique-nique chez Osiris de Nina Companeez

### Cinéma
- 1970 : Peau d'âne de Jacques Demy (Une fille de cuisine)
- 1973 : L'An 01 de Jacques Doillon
- 1973 : George qui ? de Michèle Rosier (L'assistante sociale)
- 1974 : Le Futur aux trousses de Dolorès Grassian
- 1977 : Le Cœur froid d'Henri Helman (Nathalie)
- 1978 : Le Paradis des riches de Paul Barge
- 1979 : Le Pull-over rouge de Michel Drach (Odile Garnier)
- 1979 : Tapage nocturne de Catherine Breillat (Léna)
- 1981 : La Provinciale de Claude Goretta
- 1983 : Ballade à blanc de Bertrand Gauthier (La secrétaire de Talmain)
- 1984 : Rue barbare de Gilles Béhat
- 1984 : Un amour de Swann de Volker Schlöndorff (L'entremetteuse)
- 1984 : Une petite fille dans les tournesols de Bernard Férié (Françoise, la collègue de Marelle)
- 1984 : Le Sang des autres de Claude Chabrol (Femme du bivouac)
- 1984 : Notre mariage de Valeria Sarmiento (Marcelina)
- 1984 : Le Thé à la menthe d'Abdelkrim Bahloul
- 1985 : L'Amour ou presque de Patrice Gautier (Aude)
- 1988 : Un été à Paris de René Gilson (Léa)
- 1991 : Money de Steven Hilliard Stern (La gouvernante de Franck)
- 2001 : Mystery Troll, un amour enchanté de Éric Atlan (Madame Leterrier)
- 2001 : Malraux, tu m'étonnes ! de Michèle Rosier (Berthe Malraux)
- 2004 : Un long dimanche de fiançailles de Jean-Pierre Jeunet (Mme Desrochelles)
- 2007 : Ma vie n'est pas une comédie romantique de Marc Gibaja (La mère de Gros Bill)
- 2012 : Ici-bas, de Jean-Pierre Denis (La mère supérieure)

## Théâtre
- 1970 : Marie Tudor de Victor Hugo, mise en scène Georges Werler, Théâtre de l'Est parisien
- 1971 : Le Songe d'une nuit d'été de William Shakespeare, mise en scène Jean Gillibert, Théâtre de Châteauvallon
- 1972 : Tu étais si gentil quand tu étais petit de Jean Anouilh, mise scène Jean Anouilh & Roland Piétri, Théâtre Antoine
- 1976 : L'avenir est dans les œufs d'Eugène Ionesco, mise en scène Lucian Pintilie, Théâtre de la Ville
- 1977 : Jacques ou la Soumission de Eugène Ionesco, mise en scène Lucian Pintilie, Théâtre de la Ville
- 1979 : L'Embranchement de Mugby d'après Charles Dickens, mise en scène Brigitte Jaques-Wajeman, Centre Pompidou
- 1981 : Détruire l'image de Louise Doutreligne, mise en scène Jean-Louis Jacopin, Petit Odéon
- 1983 : Chaud et froid de Fernand Crommelynck, mise en scène Pierre Santini, Nouveau Carré Silvia Monfort
- 1985 : L'Illusion comique de Corneille, mise en scène Giorgio Strehler, Théâtre de l'Odéon
- 1987 : Ce soir on improvise de Luigi Pirandello, mise en scène Lucian Pintilie, Théâtre de la Ville
- 1991 : Heldenplatz (Place des Héros) de Thomas Bernhard, mise en scène Jorge Lavelli, Théâtre national de la Colline
- 1995 : Nouvelles et contes II et Bal à Wiepersdorf d'Ivane Daoudi, lecture Festival d'Avignon
- 1998 : Alfred aime O'Keeffe de Lanie Robertson, mise en scène Georges Werler, Théâtre Silvia Monfort
- 2005 : Les Révérends de Sławomir Mrożek, mise en scène Georges Werler, Théâtre 14 Jean-Marie Serreau
- 2019 : Bethani : en juin 2019, le Théâtre Les Déchargeurs organise une rencontre autour du spectacle Bethani écrit par Martine-Gabrielle Konorski, lu par la comédienne Maud Rayer[1].